# Фокус (математика)
Фо́кус в математиці:

Точка F є фокусом червоного еліпса, зеленої параболи та синьої гіперболи.

1) Фокус лінії другого порядку — точка F, що лежить в площині цієї кривої лінії і має таку властивість, що відношення відстаней від будь-якої точки кривої до точки F та до найближчої директриси є стала величина, і дорівнює ексцентриситету.
2) Фокус — один із видів особливих точок диференційного рівняння. Всі інтегральні криві, що проходять через точки досить малої околиці такої особливої точки, є спіралями з нескінченною кількістю витків, що необмежено наближуються до особливої точки, накручуючись на неї.